# أخبار اليوم (صحيفة مغربية)
أخبار اليوم هي صحيفة يومية تُنشر في المغرب، ومكتوبة باللغة العربية. يقود الصحيفة الصحفي المثير للجدل توفيق بوعشرين وقد ظهرت لأول مرة في 2 مارس 2009.